# Caudipteryx
Caudipteryx ("Svansfjäder") är ett släkte av småvuxna fågelliknande dinosaurier som är känt från flera skelett påträffade i Liaoningprovinsen, nuvarande Kina, där den tros ha levt i början av kritaperioden för omkring 140 - 125 miljoner år sedan. Liksom dess släkting Protarchaeopteryx har Caudipteryx hävdats vara ett starkt bevis för att fåglar skulle vara dinosauriernas ättlingar, eftersom den delar flera anatomiska drag med både theropoder och fåglar. 

## Beskrivning

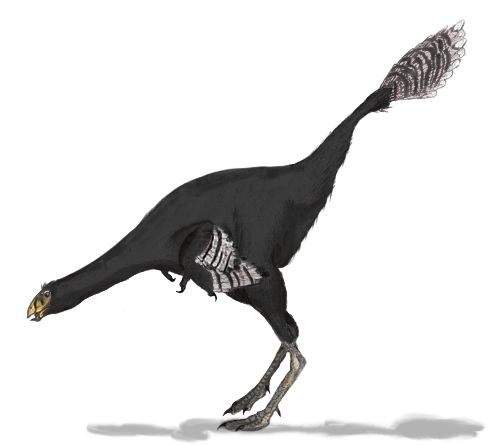
Illustration av Caudipteryx.

Caudipteryx storlek jämfört med en människa.

Caudipteryx var en liten dinosaurie som mätte cirka 1 meter i kroppslängd. Den hade robust kropp, en kort svans och långa bakben som troligen hjälpte djuret att springa fort. Frambenen var kortare och utrustade med små händer. Huvudet var kort med spetsigt nosparti, och munnen var utrustad med vassa tänder. Fossilen efter Caudipteryx visar också att den hade fjädrar på frambenen och svansen, där de på den senare bildade en solfjäderliknande plym. Vad som gör Caudipteryx speciell är att man från fossilen tror att stjärtfjädrarna hade ett tvärrandigt färgmönster, vilket ses på en del nu levande fåglar. Man tror dock att Caudipteryx var oförmögen att flyga.

### Föda
Liksom med vissa andra fågelliknande coelurosaurier är forskarna osäkra vad Caudipteryx åt. I magen på några av skeletten man hittat finns nedsvalda magstenar (så kallade gastroliter), vilket återfinns hos moderna hönsfåglar och strutsar. Detta tyder på att Caudipteryx kan ha varit växtätare. Det är också möjligt att den fångat insekter.

### Taxonomi
När Caudipteryx beskrevs 1998 sade forskarna som undersökte fynden att det var en dinosaurie besläktad med oviraptorosaurierna. Forskare som betvivlar hypotesen att fåglarna härstammar från dinosaurier hävdar dock att den var en primitiv fågel. Många forskare menar dock att Caudipteryx är för primitiv för att kunna vara en äkta fågel och klassar den som egen familj oviraptoider, Caudipteridae (Wang & Zhou, 2000).